# Johan V av Brandenburg
Johan V av Brandenburg, kallad Johan "den upplyste", född 1302, död 24 mars 1317, var medregerande markgreve av Brandenburg, som markgreve av Brandenburg-Salzwedel. Han tillhörde den ottoniska linjen av huset Askanien.
Johan V var son till Herman III av Brandenburg-Salzwedel och Anna av Habsburg, dotter till Albrekt I av Tyskland. Han gifte sig med Katarina (död 1327), dotter till hertig Henrik III av Glogau. Johan avled redan 1317, och äktenskapet blev barnlöst. Genom hans tidiga död utslocknade Brandenburg-Salzwedellinjen av huset Askanien på manssidan, och när även Brandenburg-Stendallinjen utslocknade 1320 övergick Brandenburg till huset Wittelsbach.